# Barbazan
Pour les articles homonymes, voir Barbazan (homonymie).
Barbazan (occitan : Barbasan) est une commune française située dans le sud-ouest du département de la Haute-Garonne, en région Occitanie. Sur le plan historique et culturel, la commune fait partie du pays de Comminges, correspondant à l’ancien comté de Comminges, circonscription de la province de Gascogne située sur les départements actuels du Gers, de la Haute-Garonne, des Hautes-Pyrénées et de l'Ariège.
Exposée à un climat de montagne, elle est drainée par la Garonne et par deux autres cours d'eau. La commune possède un patrimoine naturel remarquable : deux sites Natura 2000 (les « chaînons calcaires du Piémont Commingeois » et « Garonne, Ariège, Hers, Salat, Pique et Neste »), un espace protégé (« la Garonne, l'Ariège, l'Hers Vif et le Salat ») et cinq zones naturelles d'intérêt écologique, faunistique et floristique.
Barbazan est une commune rurale qui compte 507 habitants en 2022, après avoir connu une forte hausse de la population depuis 1975. Elle fait partie de l'aire d'attraction de Saint-Gaudens. Ses habitants sont appelés les Barbazanais ou  Barbazanaises.
Le patrimoine architectural de la commune comprend un immeuble protégé au titre des monuments historiques : le château, inscrit en 1947.

## Géographie

### Localisation
La commune de Barbazan se trouve dans le département de la Haute-Garonne, en région Occitanie.
Elle se situe à 92 km à vol d'oiseau de Toulouse, préfecture du département, à 12 km de Saint-Gaudens, sous-préfecture, et à 27 km de Bagnères-de-Luchon, bureau centralisateur du canton de Bagnères-de-Luchon dont dépend la commune depuis 2015 pour les élections départementales.
La commune fait en outre partie du bassin de vie de Montréjeau.
Les communes les plus proches sont : 
Loures-Barousse (1,7 km), Luscan (2,3 km), Izaourt (2,6 km), Labroquère (2,6 km), Sarp (3,3 km), Valcabrère (3,4 km), Cier-de-Rivière (3,5 km), Bertren (3,6 km).
Sur le plan historique et culturel, Barbazan fait partie du pays de Comminges, correspondant à l’ancien comté de Comminges, circonscription de la province de Gascogne située sur les départements actuels du Gers, de la Haute-Garonne, des Hautes-Pyrénées et de l'Ariège.
Barbazan est limitrophe de quatre autres communes dont une dans le département des Hautes-Pyrénées.
Les communes limitrophes sont  Cier-de-Rivière, Labroquère, Loures-Barousse, Luscan et Sauveterre-de-Comminges.
|                                   | Cier-de-Rivière |                         |
| Labroquère                        | Barbazan        | Sauveterre-de-Comminges |
| Loures-Barousse (Hautes-Pyrénées) | Luscan          |                         |

### Hydrographie et géologie
La superficie de la commune est de 605 hectares ; son altitude varie de 439  à   890 mètres.

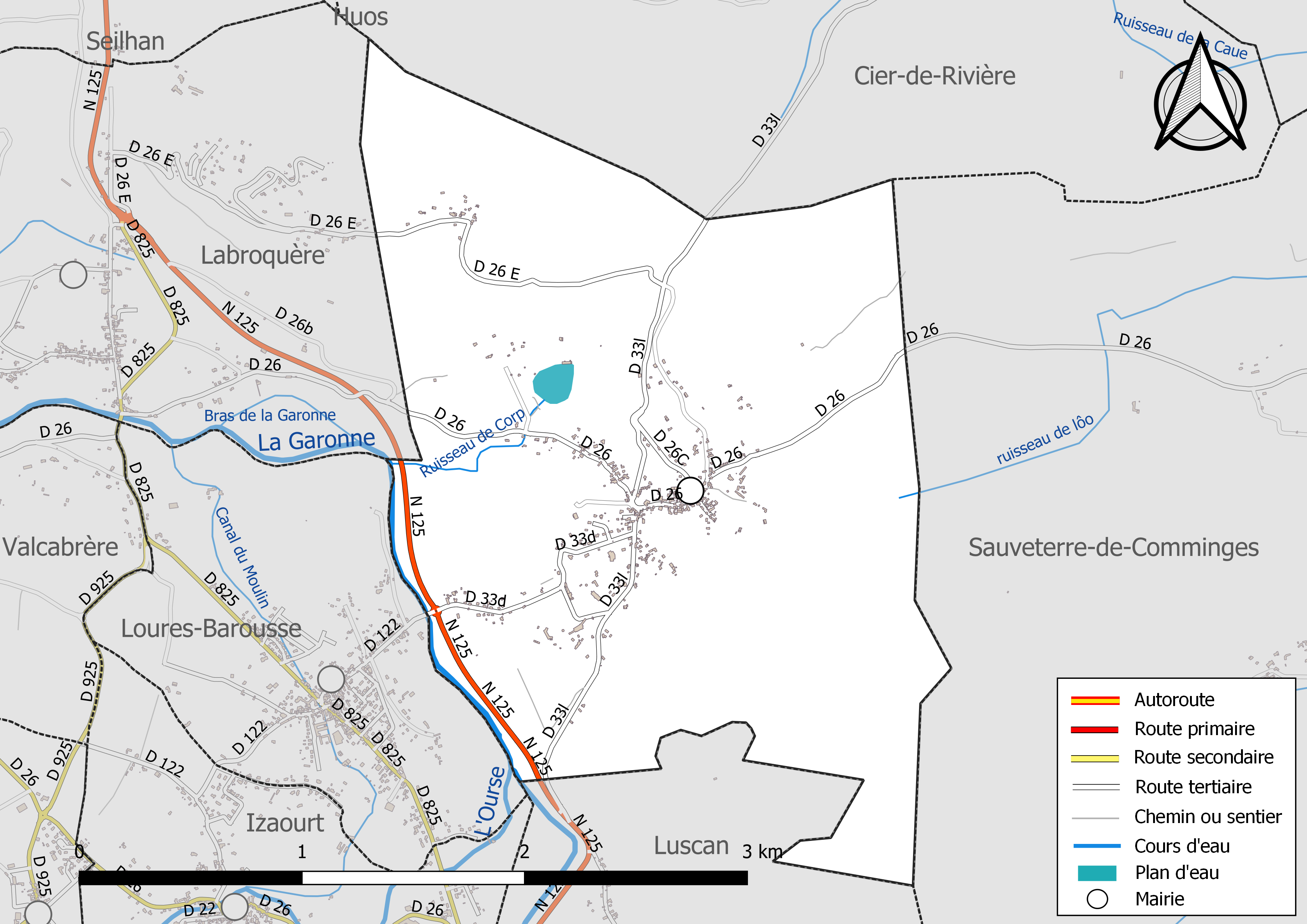
Réseaux hydrographique et routier de Barbazan.

Le lac de Barbazan, à 452 m d'altitude, est d'origine glaciaire. Il est entouré de dépôts morainiques : moraine sous-glaciaire de Coumanié, moraine sur éperon rocheux de Labroquère, à l'ouest du lac.

#### Légende
Selon un texte apocryphe, la Lettre d'Hérode à Pilate, Salomé (fille d'Hérodiade) mourut en passant sur un lac glacé : la glace se brisa et elle tomba jusqu'au cou dans l'eau. La glace se reforma autour de son cou, laissant apparaître sa tête comme posée sur un plateau d'argent. On situe généralement cette légende au lac de Barbazan (Haute-Garonne), près de Saint-Bertrand de Comminges. Selon Flavius Josèphe, Hérode Antipas et Hérodiade auraient été exilés à « Lugdunum ville de Gaule », selon les Antiquités judaïques et « en Espagne » selon la guerre des Juifs. La plupart des critiques concilient ces deux données en supposant que cela correspond à l'ancienne Lugdunum Convenarum. Hérodiade elle-même apparaît dans diverses légendes pyrénéennes comme un personnage maléfique[réf. incomplète].

### Climat
Pour des articles plus généraux, voir Climat de l'Occitanie et Climat de la Haute-Garonne.
En 2010, le climat de la commune est de type climat des marges montargnardes, selon une étude s'appuyant sur une série de données couvrant la période 1971-2000. En 2020, Météo-France publie une typologie des climats de la France métropolitaine dans laquelle la commune est exposée à un climat de montagne ou de marges de montagne et est dans la région climatique Pyrénées centrales, caractérisée par une pluviométrie annuelle de 1 000 à 1 200 mm.
Pour la période 1971-2000, la température annuelle moyenne est de 11,5 °C, avec une amplitude thermique annuelle de 15,4 °C. Le cumul annuel moyen de précipitations est de 1 054 mm, avec 9,4 jours de précipitations en janvier et 7,2 jours en juillet. Pour la période 1991-2020, la température moyenne annuelle observée sur la station météorologique la plus proche, située sur la commune de Clarac à 7 km à vol d'oiseau, est de 12,5 °C et le cumul annuel moyen de précipitations est de 804,9 mm,. Pour l'avenir, les paramètres climatiques de la commune estimés pour 2050 selon différents scénarios d’émission de gaz à effet de serre sont consultables sur un site dédié publié par Météo-France en novembre 2022.

### Milieux naturels et biodiversité

#### Espaces protégés
La protection réglementaire est le mode d’intervention le plus fort pour préserver des espaces naturels remarquables et leur biodiversité associée,.
Un  espace protégé est présent sur la commune : 
« la Garonne, l'Ariège, l'Hers Vif et le Salat », objet d'un arrêté de protection de biotope, d'une superficie de 1 658,7 ha.

#### Réseau Natura 2000

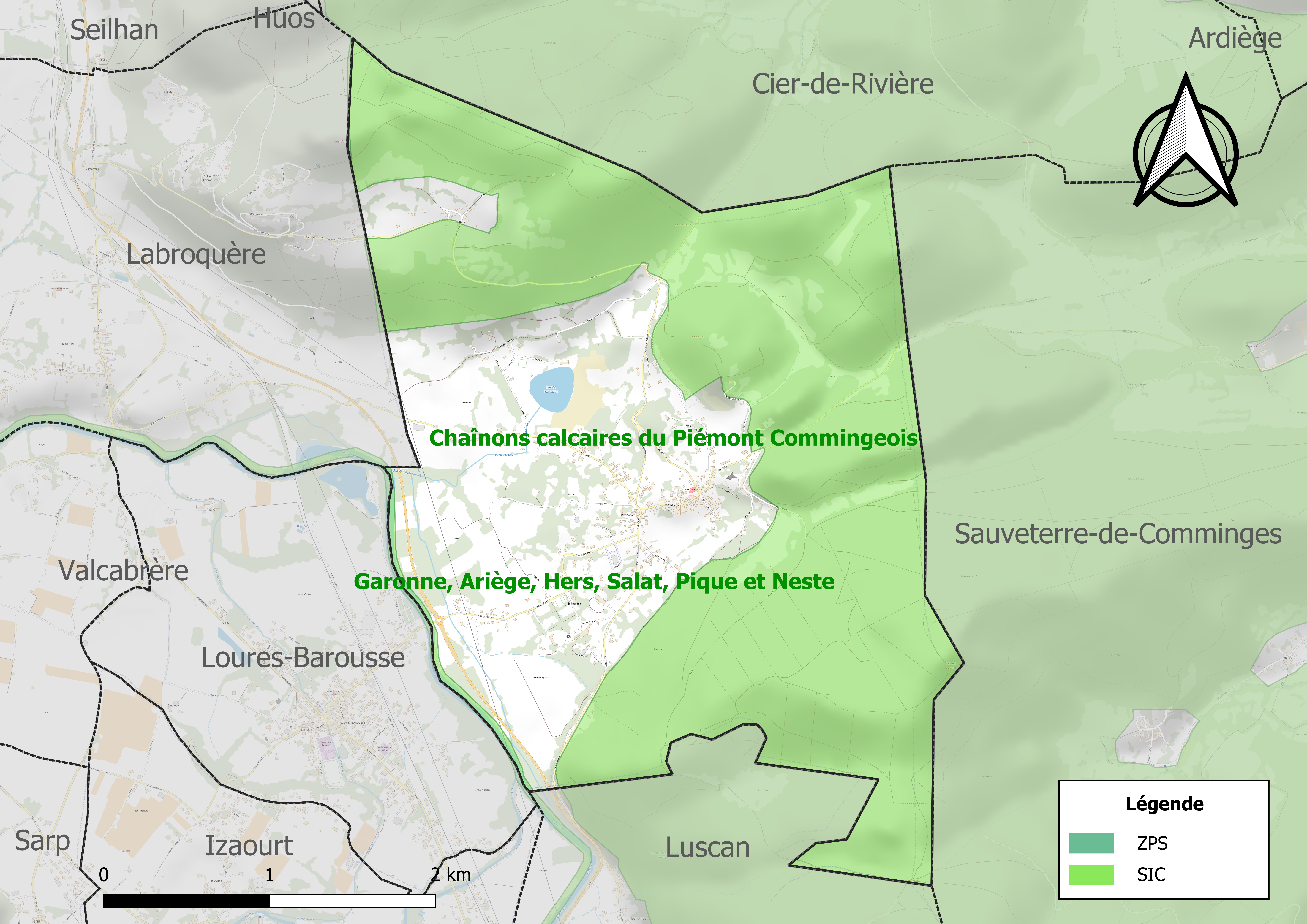
Sites Natura 2000 sur le territoire communal.

Le réseau Natura 2000 est un réseau écologique européen de sites naturels d'intérêt écologique élaboré à partir des directives habitats et oiseaux, constitué de zones spéciales de conservation (ZSC) et de zones de protection spéciale (ZPS).
Deux sites Natura 2000 ont été définis sur la commune au titre de la directive habitats : 
- les « chaînons calcaires du Piémont Commingeois », d'une superficie de 6 198 ha, sont un site vallonné forestier et bocager du piémont pyrénéen[22] ;
- « Garonne, Ariège, Hers, Salat, Pique et Neste », d'une superficie de 9 581 ha, un réseau hydrographique pour les poissons migrateurs (zones de frayères actives et potentielles importantes pour le Saumon en particulier qui fait l'objet d'alevinages réguliers et dont des adultes atteignent déjà Foix sur l'Ariège[23] ;

#### Zones naturelles d'intérêt écologique, faunistique et floristique

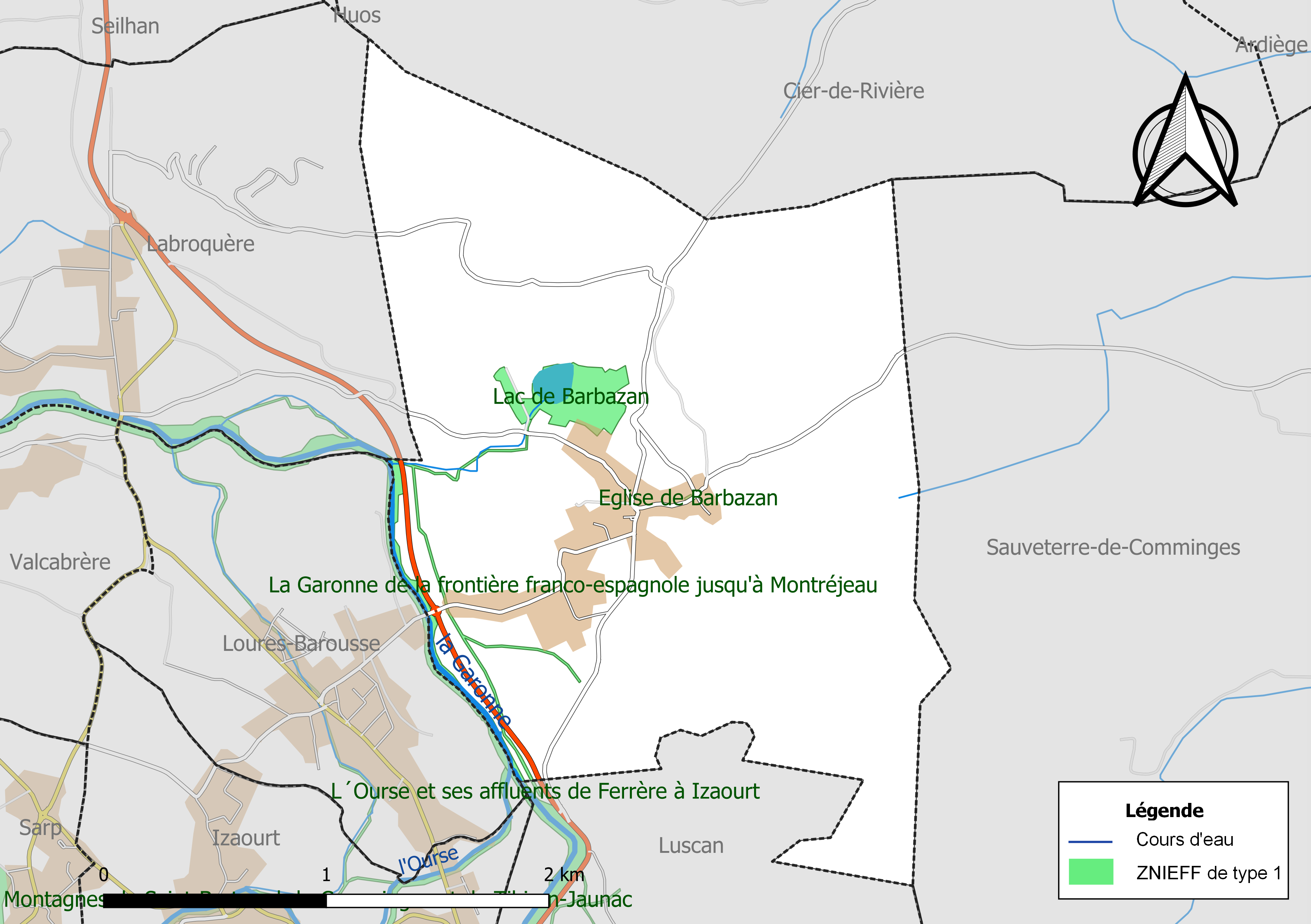
Carte des ZNIEFF de type 1 localisées sur la commune.

L’inventaire des zones naturelles d'intérêt écologique, faunistique et floristique (ZNIEFF) a pour objectif de réaliser une couverture des zones les plus intéressantes sur le plan écologique, essentiellement dans la perspective d’améliorer la connaissance du patrimoine naturel national et de fournir aux différents décideurs un outil d’aide à la prise en compte de l’environnement dans l’aménagement du territoire.
Trois ZNIEFF de type 1 sont recensées sur la commune :
- l'« église de Barbazan » (0 ha)[25] ;
- « la Garonne de la frontière franco-espagnole jusqu'à Montréjeau » (469 ha), couvrant 38 communes dont 28 dans la Haute-Garonne et dix dans les Hautes-Pyrénées[26],
- le « lac de Barbazan » (12 ha)[27] ;

et deux ZNIEFF de type 2, : 
- « Garonne amont, Pique et Neste » (1 788 ha), couvrant 112 communes dont 42 dans la Haute-Garonne et 70 dans les Hautes-Pyrénées[28] ;
- le « piémont calcaire commingeois et bassin de Sauveterre » (8 553 ha), couvrant 26 communes du département[29].

## Urbanisme

### Typologie
Au 1er janvier 2024, Barbazan est catégorisée commune rurale à habitat dispersé, selon la nouvelle grille communale de densité à sept niveaux définie par l'Insee en 2022.
Elle est située hors unité urbaine. Par ailleurs la commune fait partie de l'aire d'attraction de Saint-Gaudens, dont elle est une commune de la couronne,. Cette aire, qui regroupe 85 communes, est catégorisée dans les aires de moins de 50 000 habitants,.

### Occupation des sols
L'occupation des sols de la commune, telle qu'elle ressort de la base de données européenne d’occupation biophysique des sols Corine Land Cover (CLC), est marquée par l'importance des forêts et milieux semi-naturels (58,8 % en 2018), une proportion identique à celle de 1990 (58,8 %). La répartition détaillée en 2018 est la suivante : 
forêts (54,6 %), prairies (32 %), zones urbanisées (5,8 %), milieux à végétation arbustive et/ou herbacée (4,1 %), zones agricoles hétérogènes (3,4 %). L'évolution de l’occupation des sols de la commune et de ses infrastructures peut être observée sur les différentes représentations cartographiques du territoire : la carte de Cassini (XVIIIe siècle), la carte d'état-major (1820-1866) et les cartes ou photos aériennes de l'IGN pour la période actuelle (1950 à aujourd'hui).

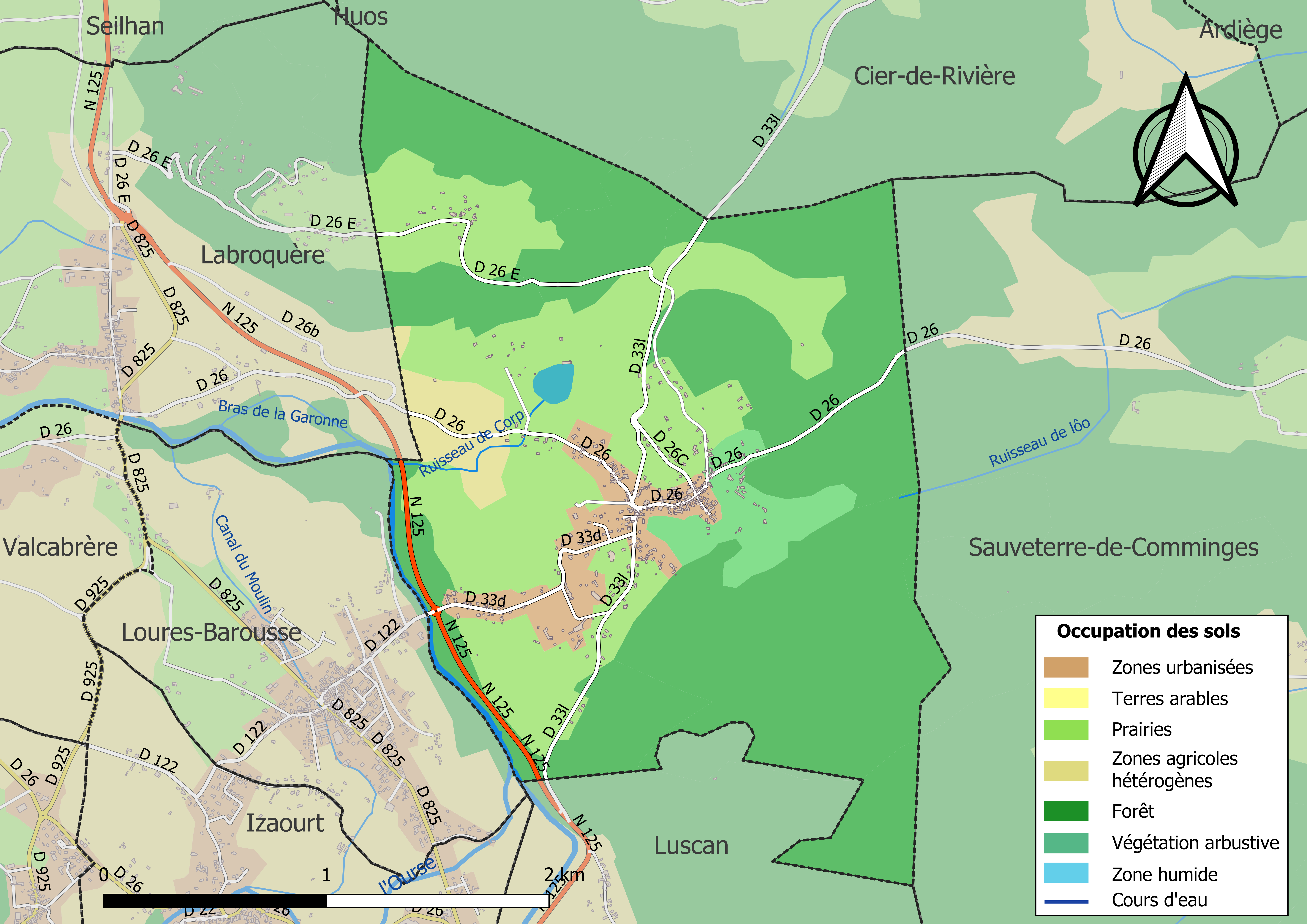
Carte des infrastructures et de l'occupation des sols de la commune en 2018 (CLC).

### Voies de communication et transports
Accès par la route nationale 125, par le réseau Arc-en-ciel de Haute-Garonne et par la SNCF (ligne Montréjeau - Luchon) à la gare de Loures - Barbazan.

### Risques majeurs
Le territoire de la commune de Barbazan est vulnérable à différents aléas naturels : météorologiques (tempête, orage, neige, grand froid, canicule ou sécheresse), inondations, feux de forêts et séisme (sismicité modérée). Il est également exposé à un risque technologique, la rupture d'un barrage, et à un risque particulier : le risque de radon. Un site publié par le BRGM permet d'évaluer simplement et rapidement les risques d'un bien localisé soit par son adresse soit par le numéro de sa parcelle.

#### Risques naturels
Certaines parties du territoire communal sont susceptibles d’être affectées par le risque d’inondation par débordement de cours d'eau, notamment la Garonne. La commune a été reconnue en état de catastrophe naturelle au titre des dommages causés par les inondations et coulées de boue survenues en 1982, 1999, 2009, 2013 et 2022,.
Un plan départemental de protection des forêts contre les incendies a été approuvé par arrêté préfectoral du 25 septembre 2006. Barbazan est exposée au risque de feu de forêt du fait de la présence sur son territoire du massif des piémonts des Pyrénées. Il est ainsi défendu aux propriétaires de la commune et à leurs ayants droit de porter ou d’allumer du feu dans l'intérieur et à une distance de 200 mètres des bois, forêts, plantations, reboisements ainsi que des landes. L’écobuage est également interdit, ainsi que les feux de type méchouis et barbecues, à l’exception de ceux prévus dans des installations fixes (non situées sous couvert d'arbres) constituant une dépendance d'habitation,

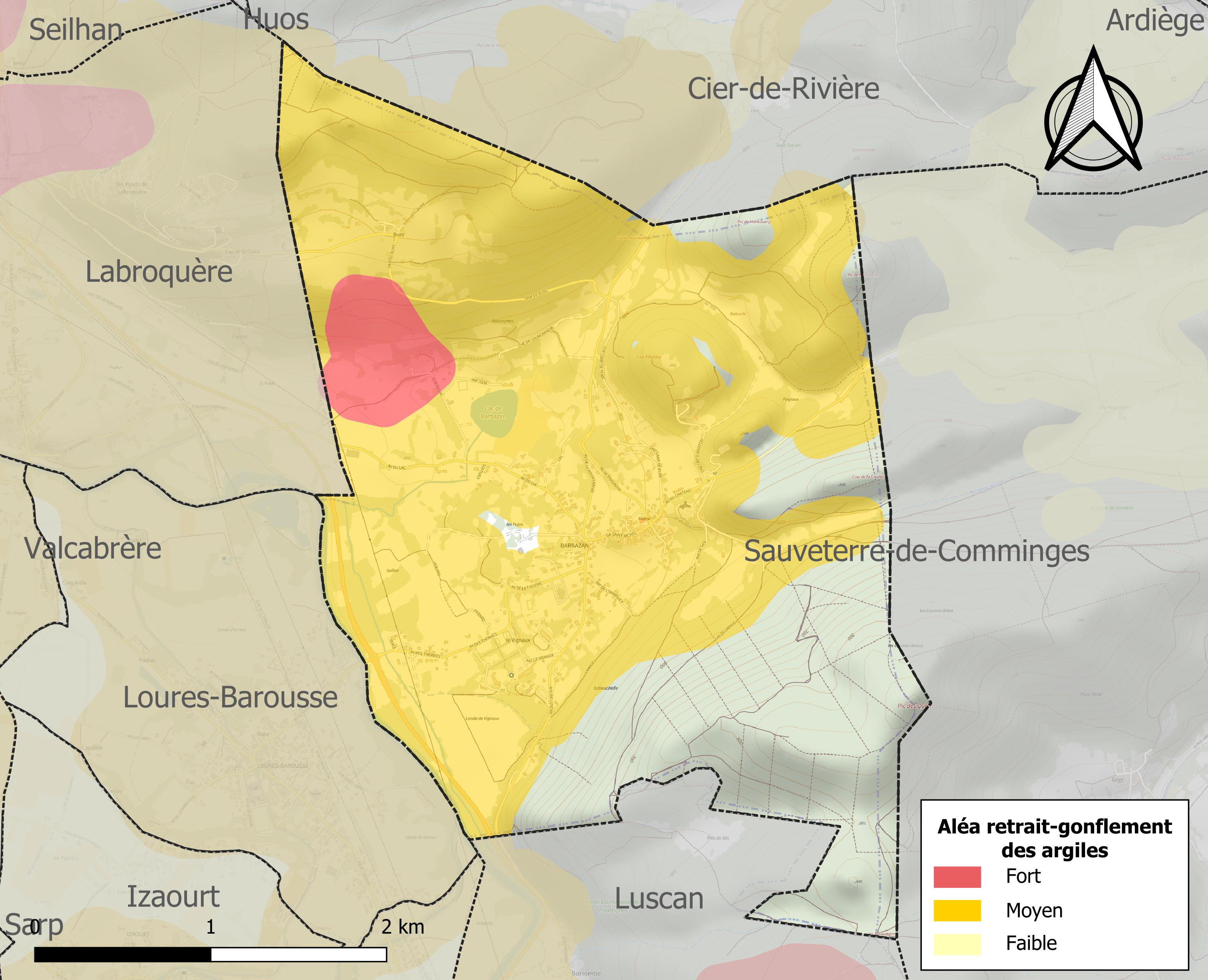
Carte des zones d'aléa retrait-gonflement des sols argileux de Barbazan.

Le retrait-gonflement des sols argileux est susceptible d'engendrer des dommages importants aux bâtiments en cas d’alternance de périodes de sécheresse et de pluie. 76,7 % de la superficie communale est en aléa moyen ou fort (88,8 % au niveau départemental et 48,5 % au niveau national). Sur les 263 bâtiments dénombrés sur la commune en 2019, 263 sont en aléa moyen ou fort, soit 100 %, à comparer aux 98 % au niveau départemental et 54 % au niveau national. Une cartographie de l'exposition du territoire national au retrait gonflement des sols argileux est disponible sur le site du BRGM,.
Par ailleurs, afin de mieux appréhender le risque d’affaissement de terrain, l'inventaire national des cavités souterraines permet de localiser celles situées sur la commune.
Concernant les mouvements de terrains, la commune a été reconnue en état de catastrophe naturelle au titre des dommages causés par la sécheresse en 2003 et par des mouvements de terrain en 1999.

#### Risques technologiques
La commune est en outre située en aval du barrage du Portillon sur la Neste d'Oô. À ce titre elle est susceptible d’être touchée par l’onde de submersion consécutive à la rupture de cet ouvrage.

#### Risque particulier
Dans plusieurs parties du territoire national, le radon, accumulé dans certains logements ou autres locaux, peut constituer une source significative d’exposition de la population aux rayonnements ionisants. Certaines communes du département sont concernées par le risque radon à un niveau plus ou moins élevé. Selon la classification de 2018, la commune de Barbazan est classée en zone 2, à savoir zone à potentiel radon faible mais sur lesquelles des facteurs géologiques particuliers peuvent faciliter le transfert du radon vers les bâtiments.

## Toponymie
Barbazan : nom de domaine antique, du nom d'homme latin Barbatius et suffixe anum : propriété de Barbatius.

## Histoire
La commune inclut un site préhistorique (paléolac) datant de l'Azilien, donnant une image précise du paléoenvironnement de la vallée de haute Garonne depuis la fin de la période glaciaire jusqu'au présent.
À l'époque des croisades, Barbazan fut aussi une forteresse du Comté d'Édesse.

### Héraldique
| Barbazan | Son blasonnement est : De sinople à trois jets d'eau d'argent issant d'une fontaine à vasque antique d'or posée sur une onde d'argent mouvant de la pointe ; au chef parti : au premier de gueules à quatre otelles d'argent adossées en sautoir; au second d'azur à la croix d'or. |

## Politique et administration

### Administration municipale
Le nombre d'habitants au recensement de 2011 étant compris entre 100 et 499, le nombre de membres du conseil municipal pour l'élection de 2014 est de onze,.

### Rattachements administratifs et électoraux
Commune faisant partie de la huitième circonscription de la Haute-Garonne, de la communauté de communes du Haut Comminges et du canton de Bagnères-de-Luchon (avant le redécoupage départemental de 2014, Barbazan était le chef lieu de l'ex-canton de Barbazan).

### Tendances politiques et résultats

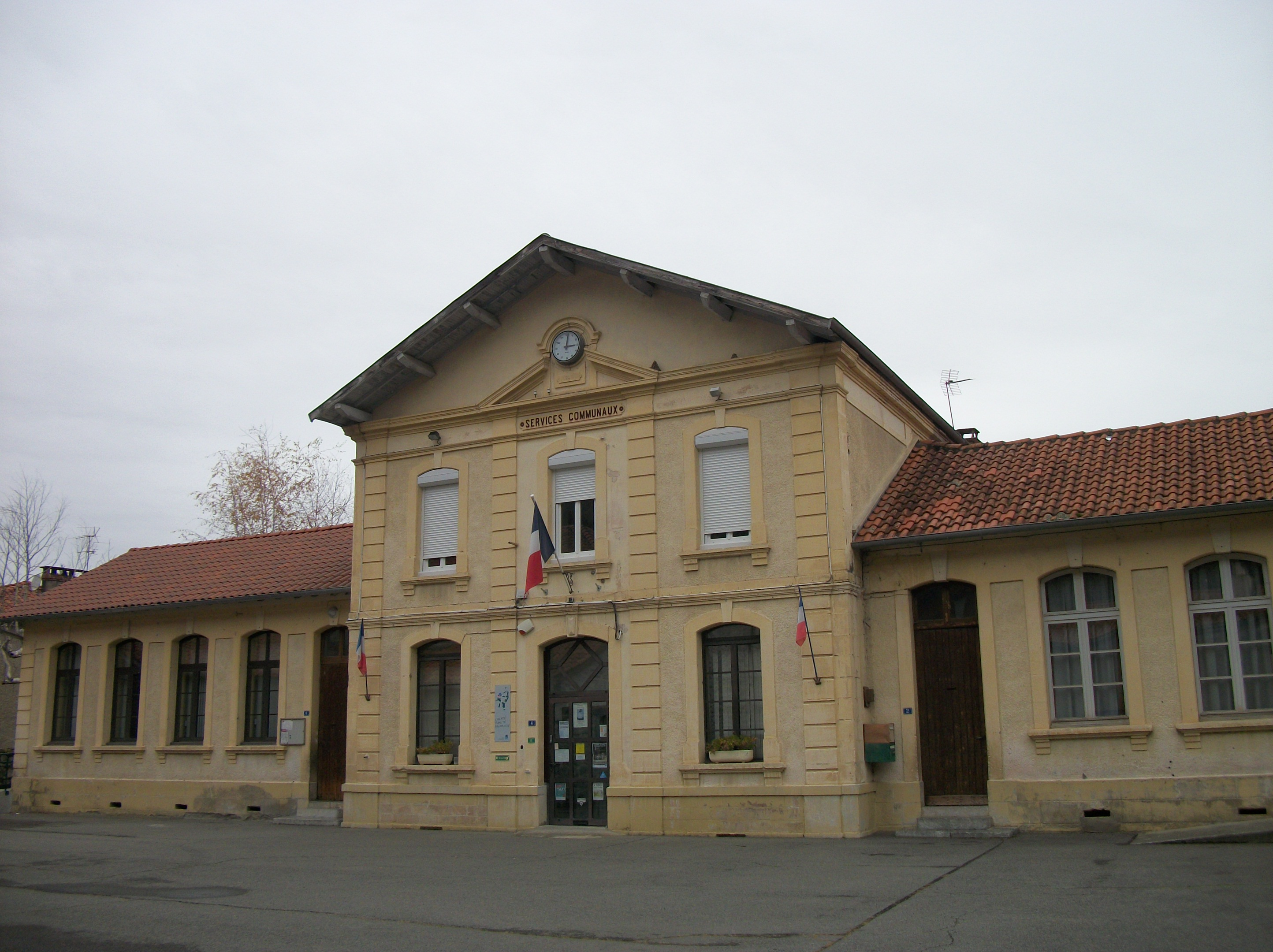
Mairie de Barbazan.

### Liste des maires
| Période                                  | Période  | Identité          | Étiquette | Qualité       |
| ---------------------------------------- | -------- | ----------------- | --------- | ------------- |
| Les données manquantes sont à compléter. |          |                   |           |               |
| 1947                                     | 1957     | Pierre Pujole     |           |               |
| 1957                                     | 1960     | Jacques Vollant   |           |               |
| 1960                                     | 1972     | Paul Bertrand     |           |               |
| 1972                                     | 1977     | Henri Fontagnères |           |               |
| 1977                                     | 1985     | Georges Guichard  |           |               |
| 1985                                     | 1989     | Jean Serny        |           |               |
| 1989                                     | 2014     | Henri Galy        |           |               |
| 2014                                     | En cours | Michelle Stradere | SE        | Fonctionnaire |

## Population et société

### Démographie
L'évolution du nombre d'habitants est connue à travers les recensements de la population effectués dans la commune depuis 1793. Pour les communes de moins de 10 000 habitants, une enquête de recensement portant sur toute la population est réalisée tous les cinq ans, les populations de référence des années intermédiaires étant quant à elles estimées par interpolation ou extrapolation. Pour la commune, le premier recensement exhaustif entrant dans le cadre du nouveau dispositif a été réalisé en 2007.

En 2022, la commune comptait 507 habitants, en évolution de +6,96 % par rapport à 2016 (Haute-Garonne : +8,02 %, France hors Mayotte : +2,11 %).
| 1793 | 1800 | 1806 | 1821 | 1831 | 1836 | 1841 | 1846 | 1851 |
| ---- | ---- | ---- | ---- | ---- | ---- | ---- | ---- | ---- |
| 425  | 416  | 450  | 485  | 520  | 540  | 535  | 555  | 547  |

| 1856 | 1861 | 1866 | 1872 | 1876 | 1881 | 1886 | 1891 | 1896 |
| ---- | ---- | ---- | ---- | ---- | ---- | ---- | ---- | ---- |
| 548  | 547  | 513  | 516  | 484  | 459  | 430  | 456  | 471  |

| 1901 | 1906 | 1911 | 1921 | 1926 | 1931 | 1936 | 1946 | 1954 |
| ---- | ---- | ---- | ---- | ---- | ---- | ---- | ---- | ---- |
| 431  | 453  | 427  | 385  | 381  | 392  | 421  | 371  | 438  |

| 1962 | 1968 | 1975 | 1982 | 1990 | 1999 | 2006 | 2007 | 2012 |
| ---- | ---- | ---- | ---- | ---- | ---- | ---- | ---- | ---- |
| 525  | 516  | 406  | 386  | 351  | 378  | 438  | 445  | 450  |

| 2017 | 2022 | - | - | - | - | - | - | - |
| ---- | ---- | - | - | - | - | - | - | - |
| 490  | 507  | - | - | - | - | - | - | - |

| selon la population municipale des années : | 1968 | 1975 | 1982 | 1990 | 1999 | 2006 | 2009 | 2013 |
| Rang de la commune dans le département      | 122  | 180  | 207  | 244  | 236  | 242  | 249  | 260  |
| Nombre de communes du département           | 592  | 582  | 586  | 588  | 588  | 588  | 589  | 589  |

### Enseignement
Barbazan fait partie de l'académie de Toulouse.
L'éducation est assurée par un regroupement pédagogique intercommunal avec les communes de Luscan, Galié, Seilhan, Labroquère, Valcabrère et Saint-Bertrand de Comminges de la maternelle au primaire, sur la commune CE1 et CE2, sur la commune de Labroquère CP, CM1, CM2 et maternelle à Saint-Bertrand de Comminges.

### Santé
Maison de retraite Général Paul Oddo.

### Culture et festivités
Chœur du Haut-Comminges, casino, Pyrénées loisirs.

### Activités sportives
Pêche, chasse, pétanque,

### Écologie et recyclage

#### Protection environnementale
Le site Natura 2000 Chaînons calcaires du Piémont Commingeois est classé en zone spéciale de conservation depuis 2007 ; avec une superficie de 6 198 hectares, il s'étend sur une partie de la commune de Barbazan.

## Économie

### Revenus
En 2018  (données Insee publiées en septembre 2021), la commune compte 201 ménages fiscaux, regroupant 427 personnes. La médiane du revenu disponible par unité de consommation est de 19 050 € (23 140 € dans le département).

### Emploi
|                | 2008  | 2013  | 2018  |
| -------------- | ----- | ----- | ----- |
| Commune        | 8,3 % | 8,6 % | 9,7 % |
| Département    | 7,7 % | 9,6 % | 9,3 % |
| France entière | 8,3 % | 10 %  | 10 %  |

En 2018, la population âgée de 15 à 64 ans s'élève à 258 personnes, parmi lesquelles on compte 77,1 % d'actifs (67,4 % ayant un emploi et 9,7 % de chômeurs) et 22,9 % d'inactifs,. En  2018, le taux de chômage communal (au sens du recensement) des 15-64 ans est supérieur à celui du département, mais inférieur à celui de la France, alors qu'il était supérieur à celui de la France en 2008.
La commune fait partie de la couronne de l'aire d'attraction de Saint-Gaudens, du fait qu'au moins 15 % des actifs travaillent dans le pôle,. Elle compte 145 emplois en 2018, contre 151 en 2013 et 145 en 2008. Le nombre d'actifs ayant un emploi résidant dans la commune est de 175, soit un indicateur de concentration d'emploi de 82,8 % et un taux d'activité parmi les 15 ans ou plus de 47,9 %.
Sur ces 175 actifs de 15 ans ou plus ayant un emploi, 47 travaillent dans la commune, soit 27 % des habitants. Pour se rendre au travail, 85,1 % des habitants utilisent un véhicule personnel ou de fonction à quatre roues, 1,1 % les transports en commun, 8,1 % s'y rendent en deux-roues, à vélo ou à pied et 5,7 % n'ont pas besoin de transport (travail au domicile).

### Activités hors agriculture
31 établissements sont implantés  à Barbazan au 31 décembre 2019. Le tableau ci-dessous en détaille le nombre par secteur d'activité et compare les ratios avec ceux du département,.
| Secteur d'activité                                                                                        | Commune | Commune | Département |
| Secteur d'activité                                                                                        | Nombre  | %       | %           |
| --- | ------- | ------- | ----------- |
| Ensemble                                                                                                  | 31      |         |             |
| Industrie manufacturière, industries extractives et autres                                                | 2       | 6,5 %   | (5,7 %)     |
| Construction                                                                                              | 1       | 3,2 %   | (12 %)      |
| Commerce de gros et de détail, transports, hébergement et restauration                                    | 7       | 22,6 %  | (25,9 %)    |
| Information et communication                                                                              | 3       | 9,7 %   | (4,1 %)     |
| Activités immobilières                                                                                    | 3       | 9,7 %   | (4,2 %)     |
| Activités spécialisées, scientifiques et techniques et activités de services administratifs et de soutien | 5       | 16,1 %  | (19,8 %)    |
| Administration publique, enseignement, santé humaine et action sociale                                    | 6       | 19,4 %  | (16,6 %)    |
| Autres activités de services                                                                              | 4       | 12,9 %  | (7,9 %)     |

Le secteur du commerce de gros et de détail, des transports, de l'hébergement et de la restauration est prépondérant sur la commune puisqu'il représente 22,6 % du nombre total d'établissements de la commune (7 sur les 31 entreprises implantées  à Barbazan), contre 25,9 % au niveau départemental.

### Agriculture
|               | 1988 | 2000 | 2010 | 2020 |
| ------------- | ---- | ---- | ---- | ---- |
| Exploitations | 7    | 3    | 5    | 5    |
| SAU (ha)      | 80   | 62   | 75   | 94   |

La commune est dans les « Pyrénées centrales », une petite région agricole occupant le sud du département de la Haute-Garonne, massif montagneux où s’étagent les vallées profondes, la forêt et les zones intermédiaires, les estives. En 2020, l'orientation technico-économique de l'agriculture  sur la commune est l'élevage d'ovins ou de caprins. Cinq exploitations agricoles ayant leur siège dans la commune sont dénombrées lors du recensement agricole de 2020 (sept en 1988). La superficie agricole utilisée est de 94 ha,,.

## Culture locale et patrimoine

### Lieux et monuments

#### Thermesde Barbazan
Après la réhabilitation du kiosque buvette et la mise aux normes de la source, les nouvelles installations ont été inaugurées le 4 août 2010 en présence de Pierre Izard, Martin Malvy et Carole Delga.

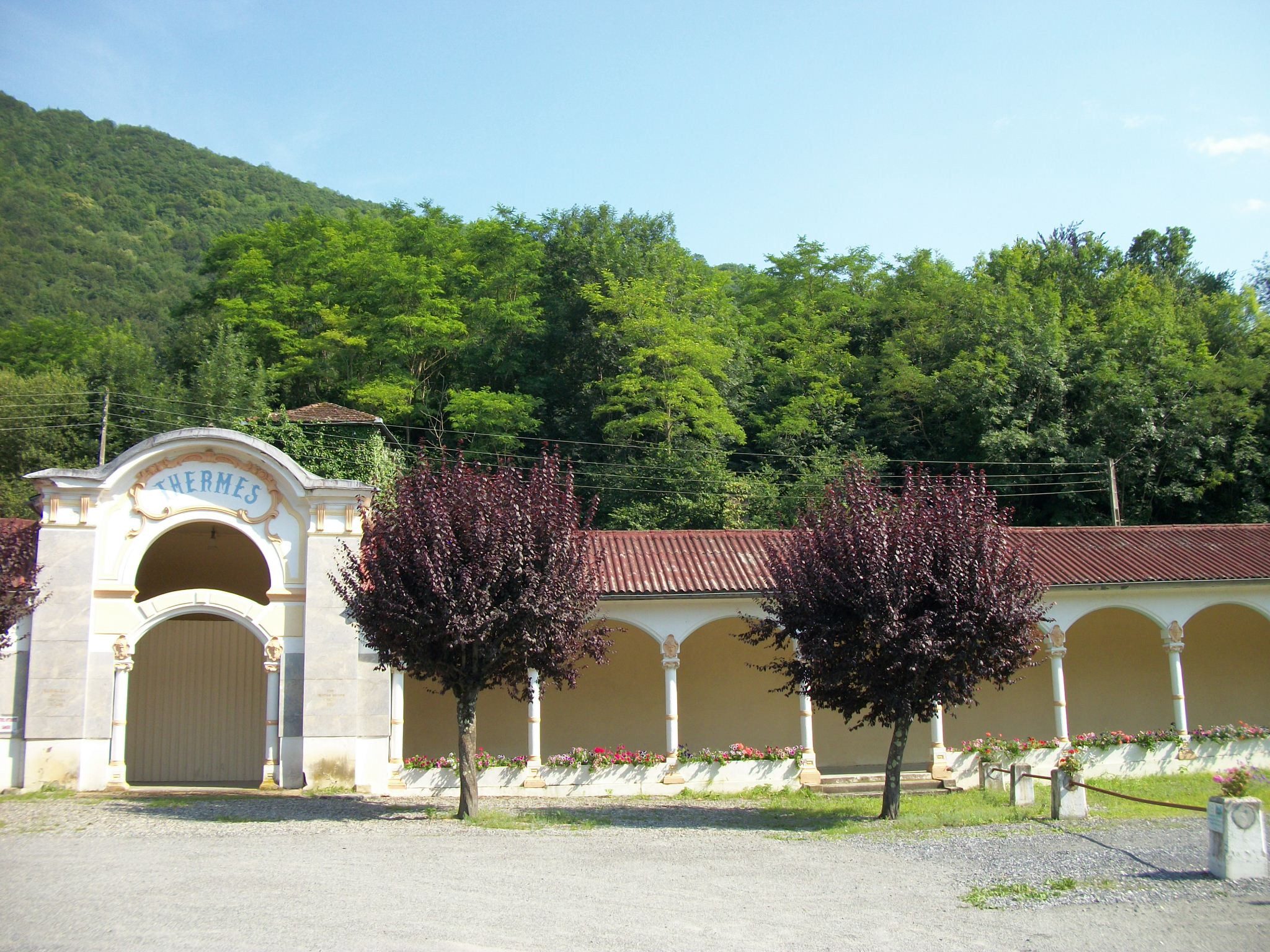
L'entrée des Thermes de Barbazan.
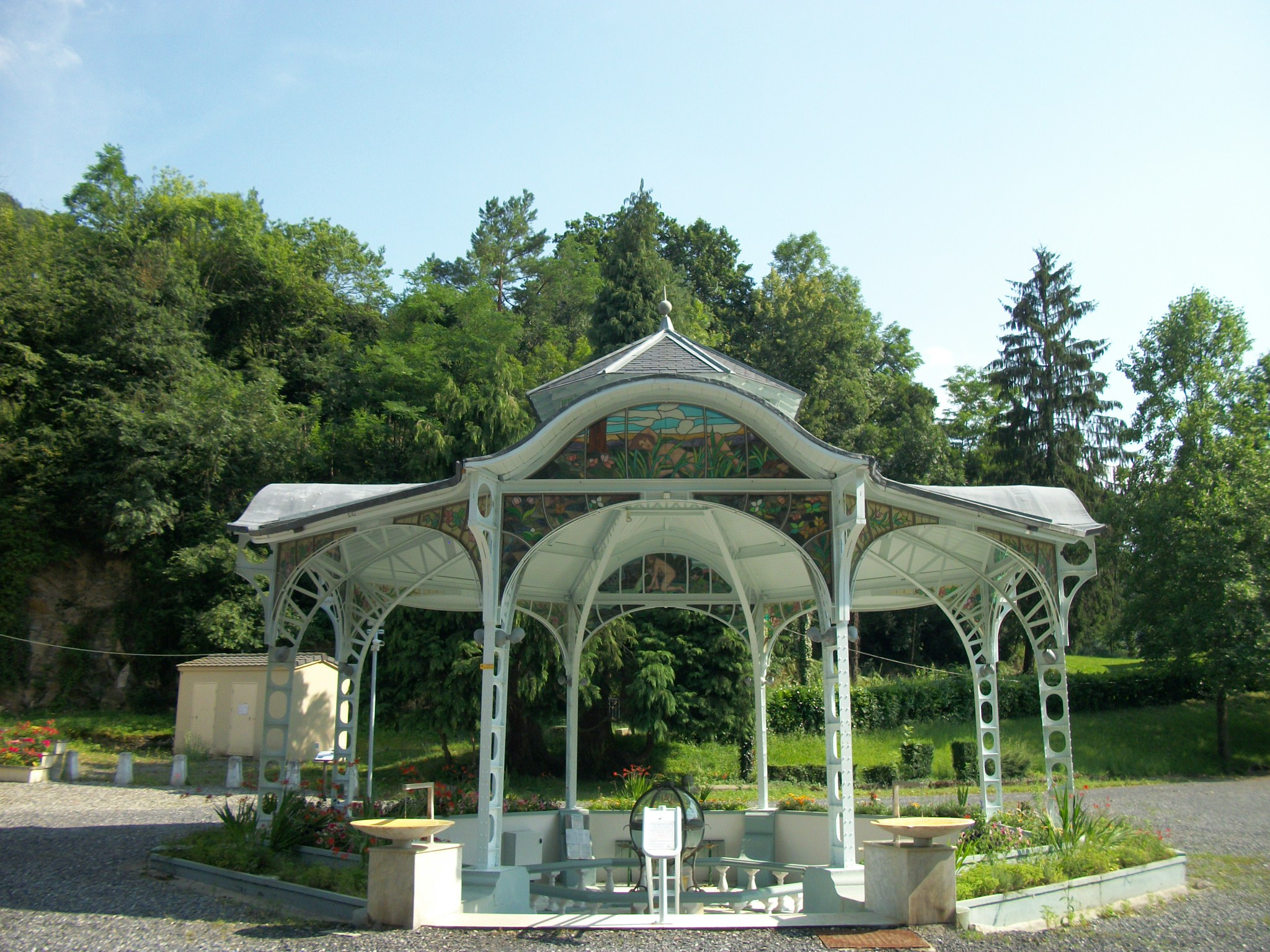
Kiosque buvette des Thermes de Barbazan.
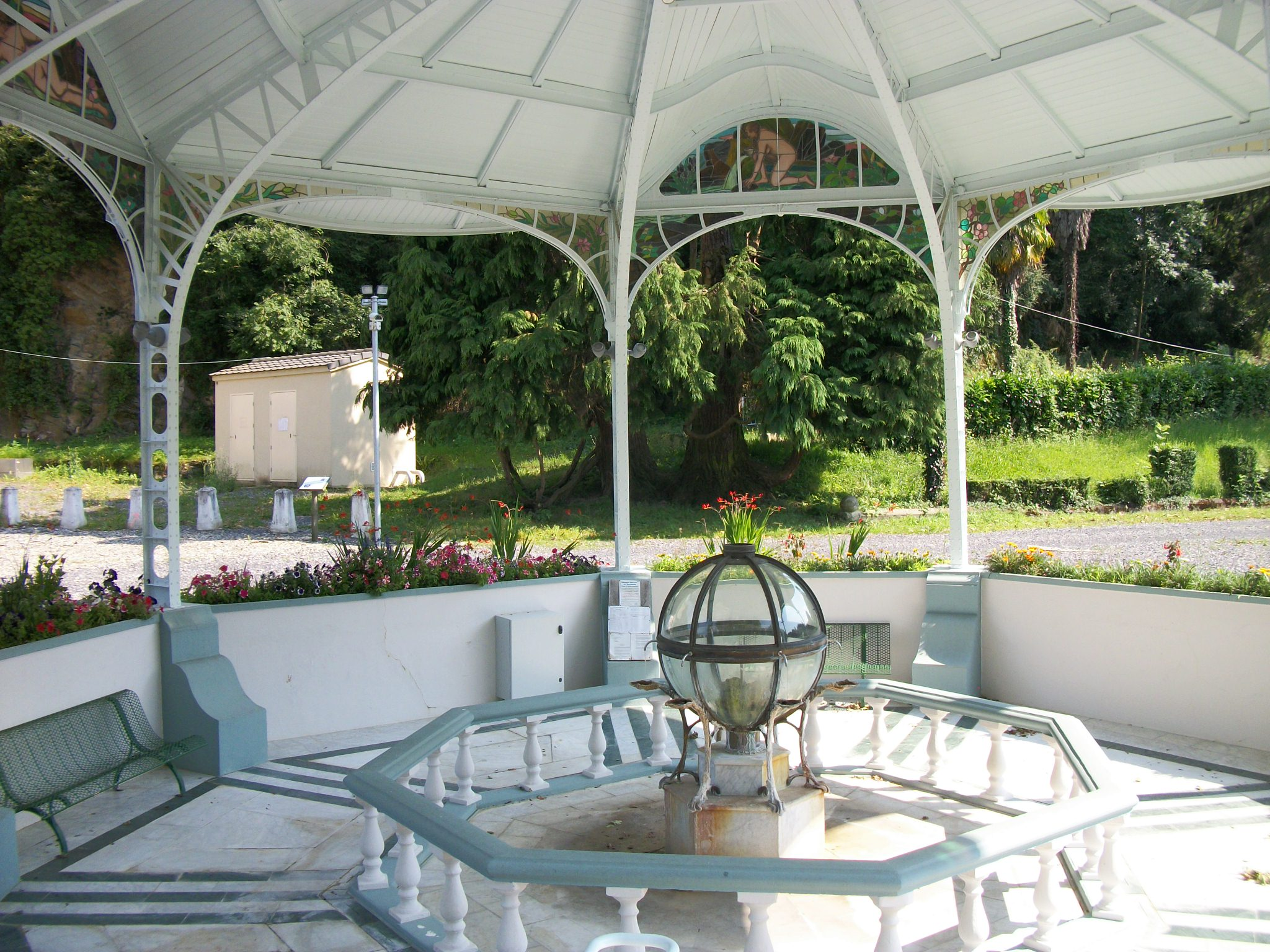
Buvette des Thermes de Barbazan.
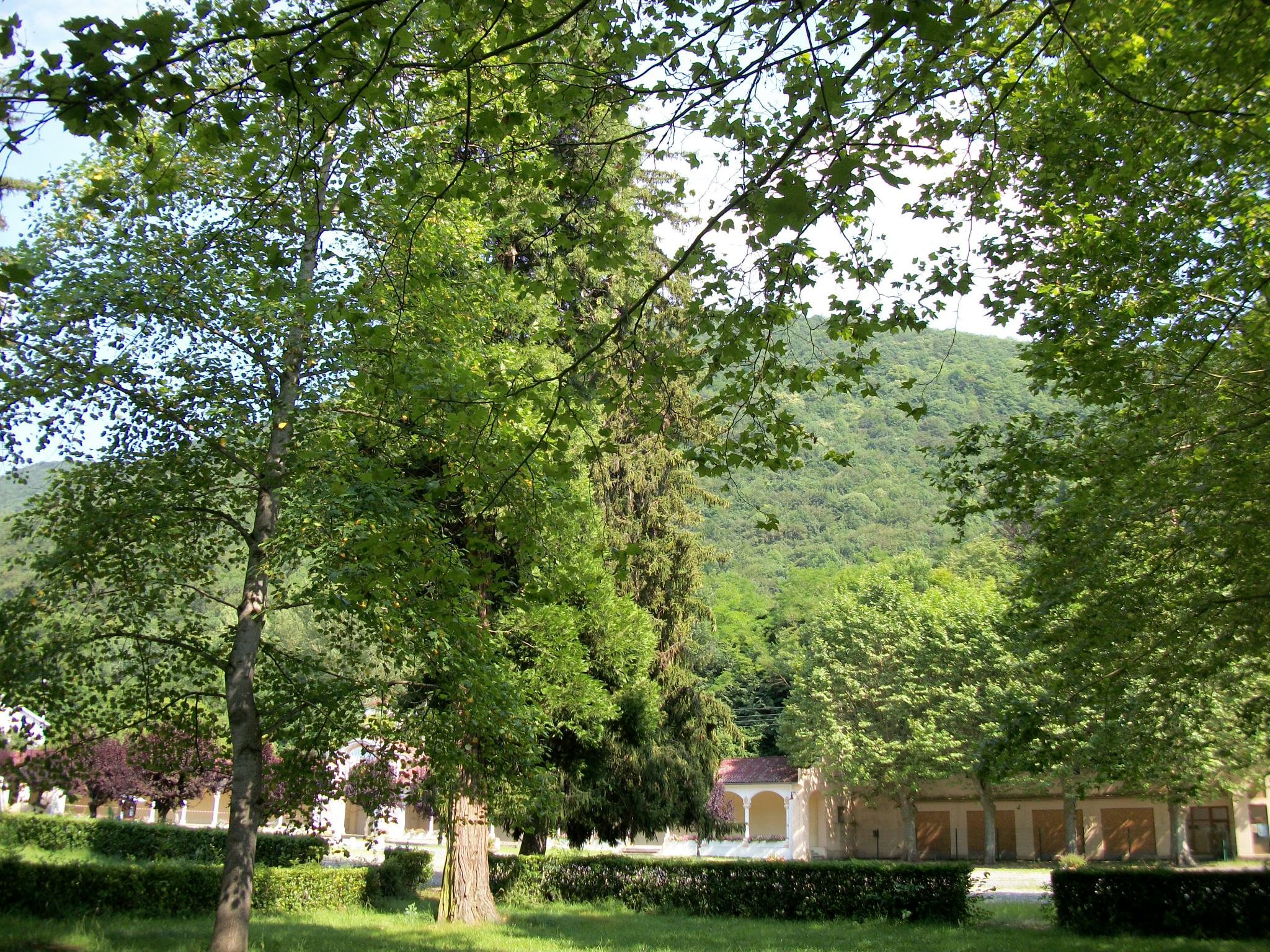
Parc des Thermes de Barbazan.
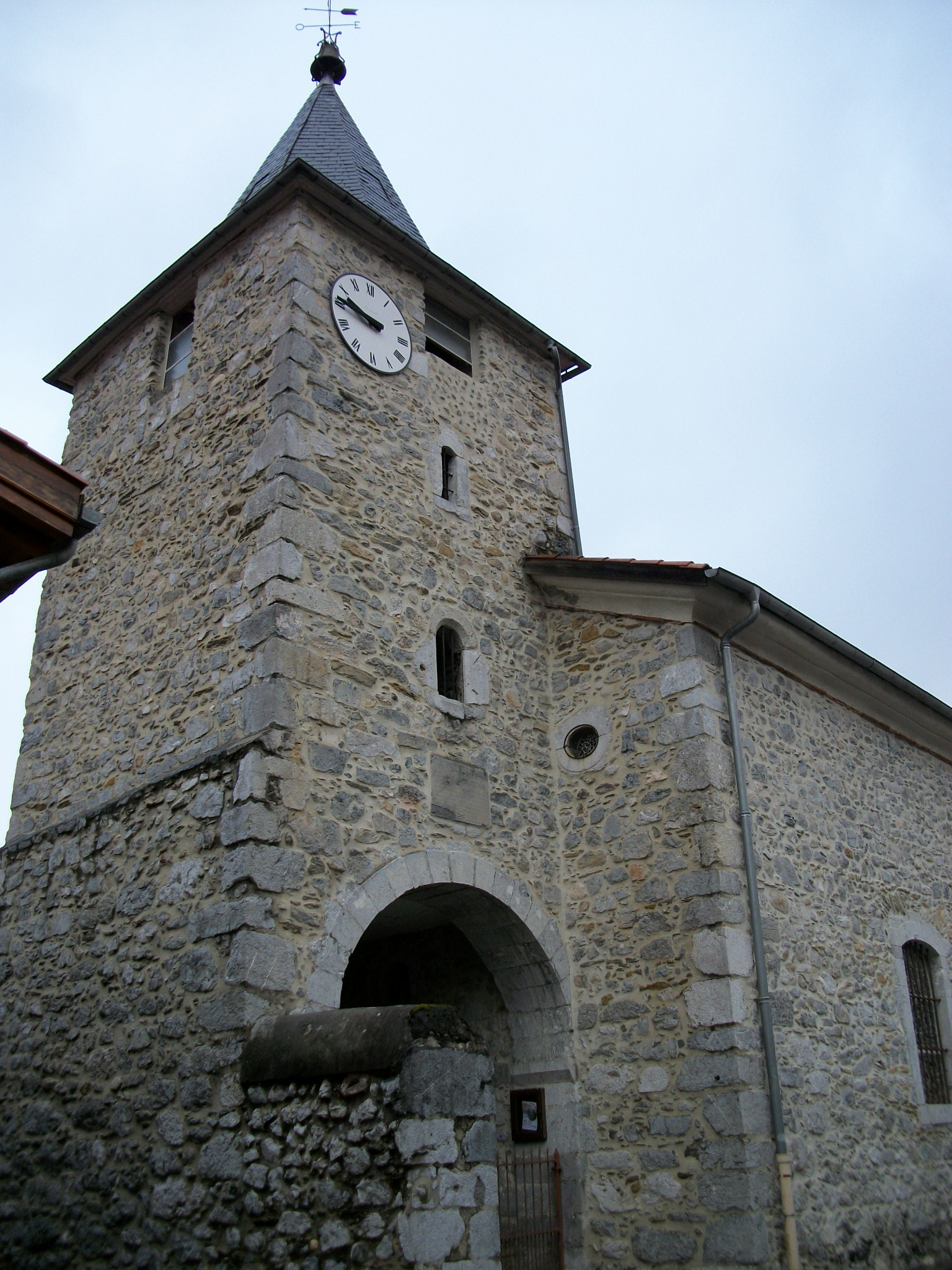
L'église Saint-Michel de Barbazan.

- Château.
- Lac de Barbazan.
- Église Saint-Michel.
- Statue Notre-Dame-du-Rocher, érigée en souvenir d'une mission en 1870 par le père Marie-Antoine. La statue a été restaurée par Mme Chahian (professeur à Saint-Gaudens) en 1977 sous la direction de l'Abbé Saint-Paul, curé de Barbazan. Autour du socle il y avait 4 anges, seul un subsiste aujourd'hui[59].

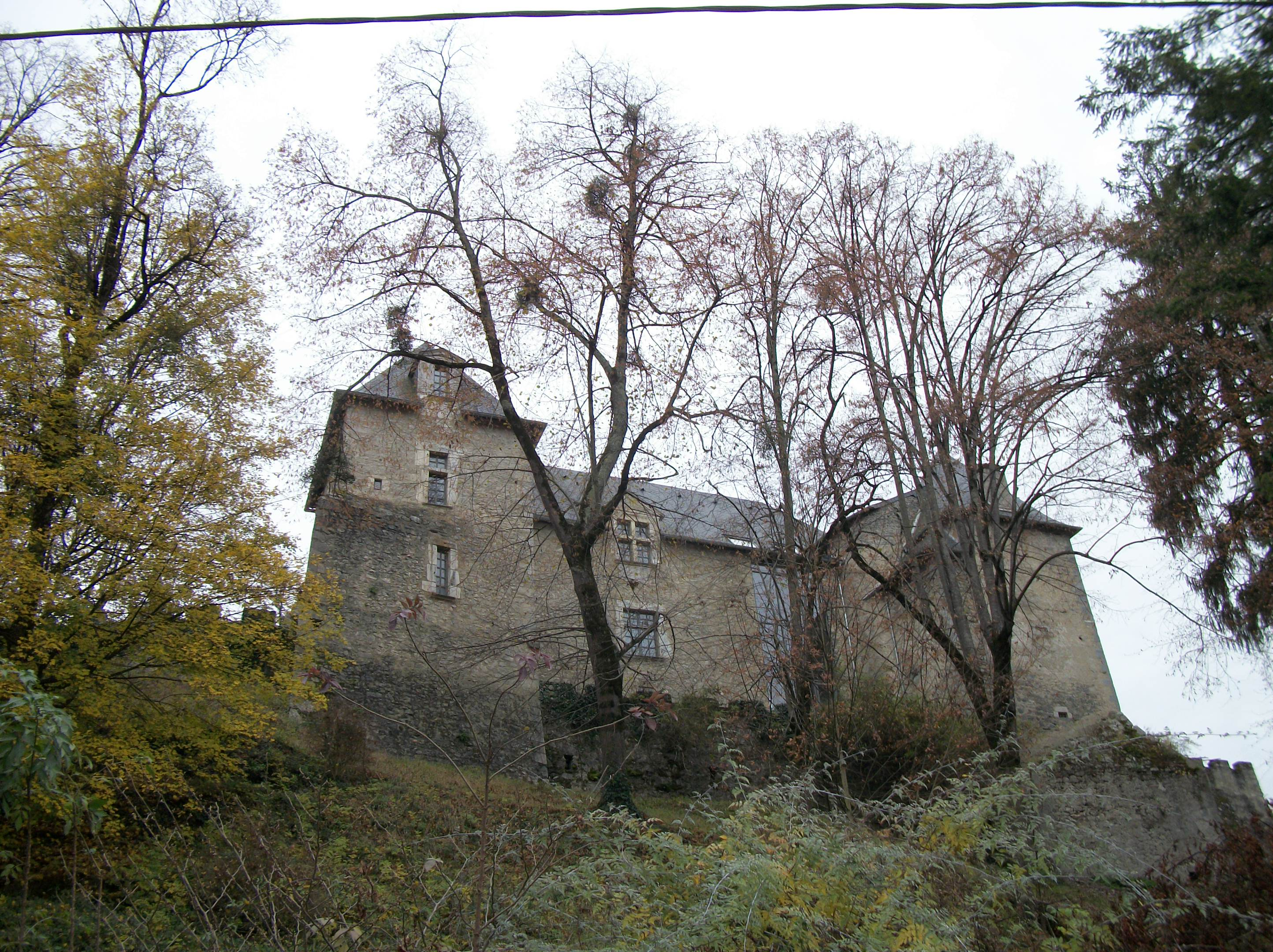
Château de Barbazan.
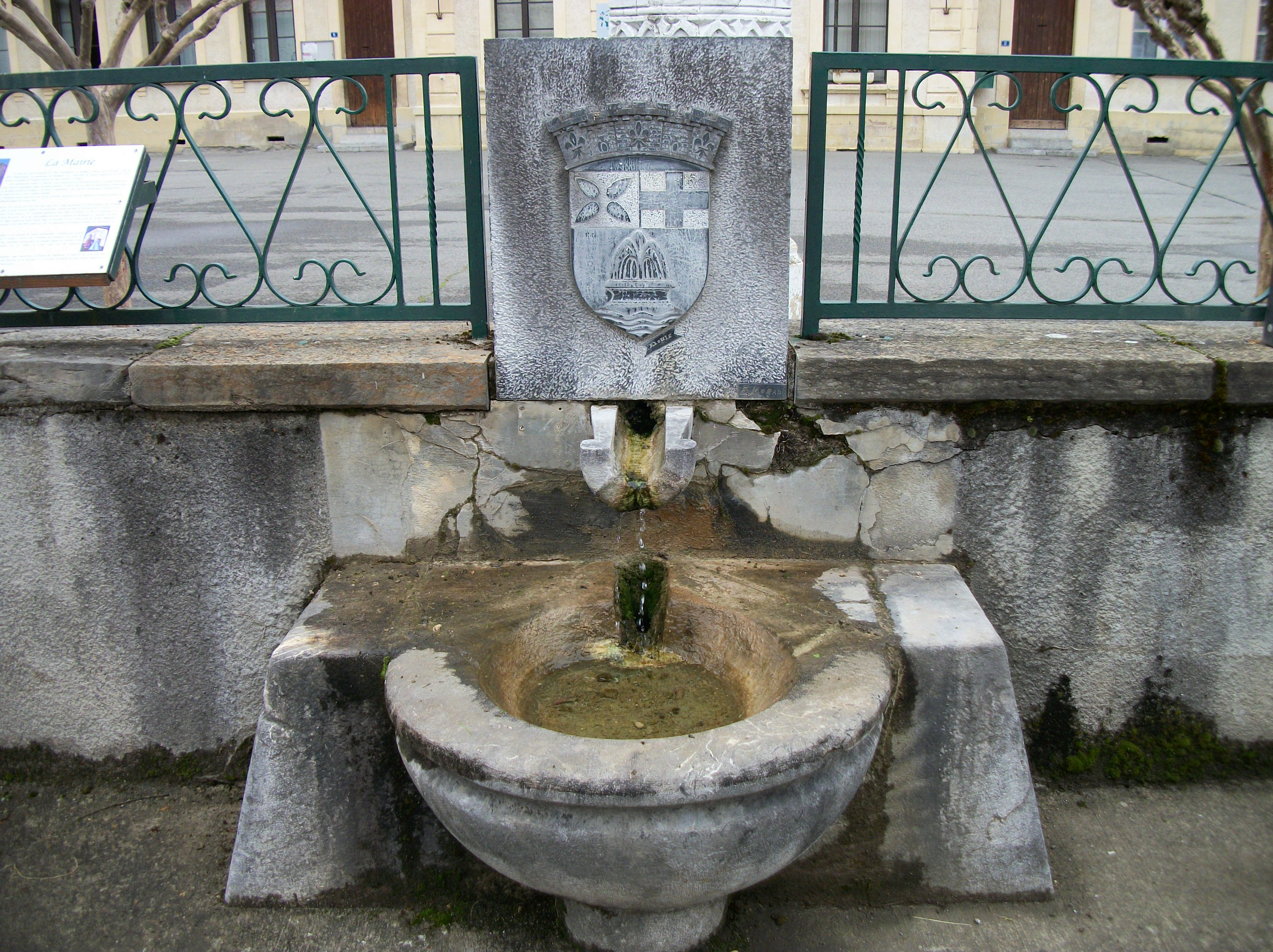
Fontaine avec le blason de Barbazan devant la mairie.

### Personnalités liées à la commune
- Jacques-Marie, comte d'Astorg (1752-1822), militaire français des XVIIIe et XIXe siècles.
- Jacques Pierre Prothade d'Astorg
- Eusebio Pinós Regalado

## Pour approfondir